# CGI (графика)
CGI (англ. computer-generated imagery, дословно — «изображения, сгенерированные компьютером») — неподвижные и движущиеся изображения, сгенерированные при помощи трёхмерной компьютерной графики и использующиеся в изобразительном искусстве, печати, кинематографических спецэффектах, на телевидении и в симуляторах. В компьютерных играх обычно используется компьютерная графика в реальном времени, но периодически добавляются и внутриигровые видео, основанные на CGI.

Процесс создания персонажа Дейви Джонса с использованием CGI в фильме «Пираты Карибского моря: Сундук мертвеца»

Созданием движущихся изображений занимается компьютерная анимация, представляющая собой более узкую область графики CGI, применимую в том числе в кинематографе, где позволяет создавать эффекты, которые невозможно получить при помощи традиционного грима и аниматроники. Компьютерная анимация может заменить работу каскадёров и статистов, а также декорации.

## История
Впервые в полнометражном фильме компьютерная графика использовалось в «Мире Дикого Запада», вышедшем на экраны в 1973 году. Во второй половине 1970-х появились фильмы, использующие элементы трёхмерной компьютерной графики, в том числе «Мир будущего», «Звёздные войны» и «Чужой». В 1980-е годы, до выхода на экраны второго «Терминатора», Голливуд охладел к компьютерным эффектам, в частности, из-за более чем скромных кассовых сборов «Трона» (1982), целиком построенного на использовании новейших достижений компьютерной графики.
В «Парке юрского периода» (1993) впервые при помощи CGI удалось заменить каскадёра; в том же фильме впервые удалось непрерывно соединить CGI (кожа и мышцы динозавров были созданы при помощи компьютерной графики) с традиционной съёмкой и аниматроникой. В 1995 году вышел первый полнометражный мультфильм, полностью смоделированный на компьютере — «История игрушек». В фильме «Последняя фантазия: Духи внутри нас» (2001 год) впервые фигурировали реалистические CGI-изображения людей.

## Студии CGI
- Одной из первых студий компьютерной графики стала американская компания «Industrial Light & Magic», основанная Джорджем Лукасом в 1975 году.
- В 1993 году Питер Джексон, Ричард Тэйлор, Джэми Сэлкирк и Джо Леттери основали компанию Weta Digital, занимающуюся производством визуальных эффектов и компьютерной анимации для кино и телевидения.